# Polymita picta
Polymita picta és una espècie de mol·lusc gastròpode terrestre de la família Helminthoglyptidae de l'ordre dels estilommatòfors. És endèmica de l'est de Cuba.

## Descripció
Les closques de Polymita picta poden assolir una longitud d'uns 20 mm. Són brillants i de colors vius. Sovint mostren un color groc brillant amb una o més ratlles, però l'espècie és ben coneguda pel polimorfisme del colorit de la seva closca, que presenta nombroses varietats de color.

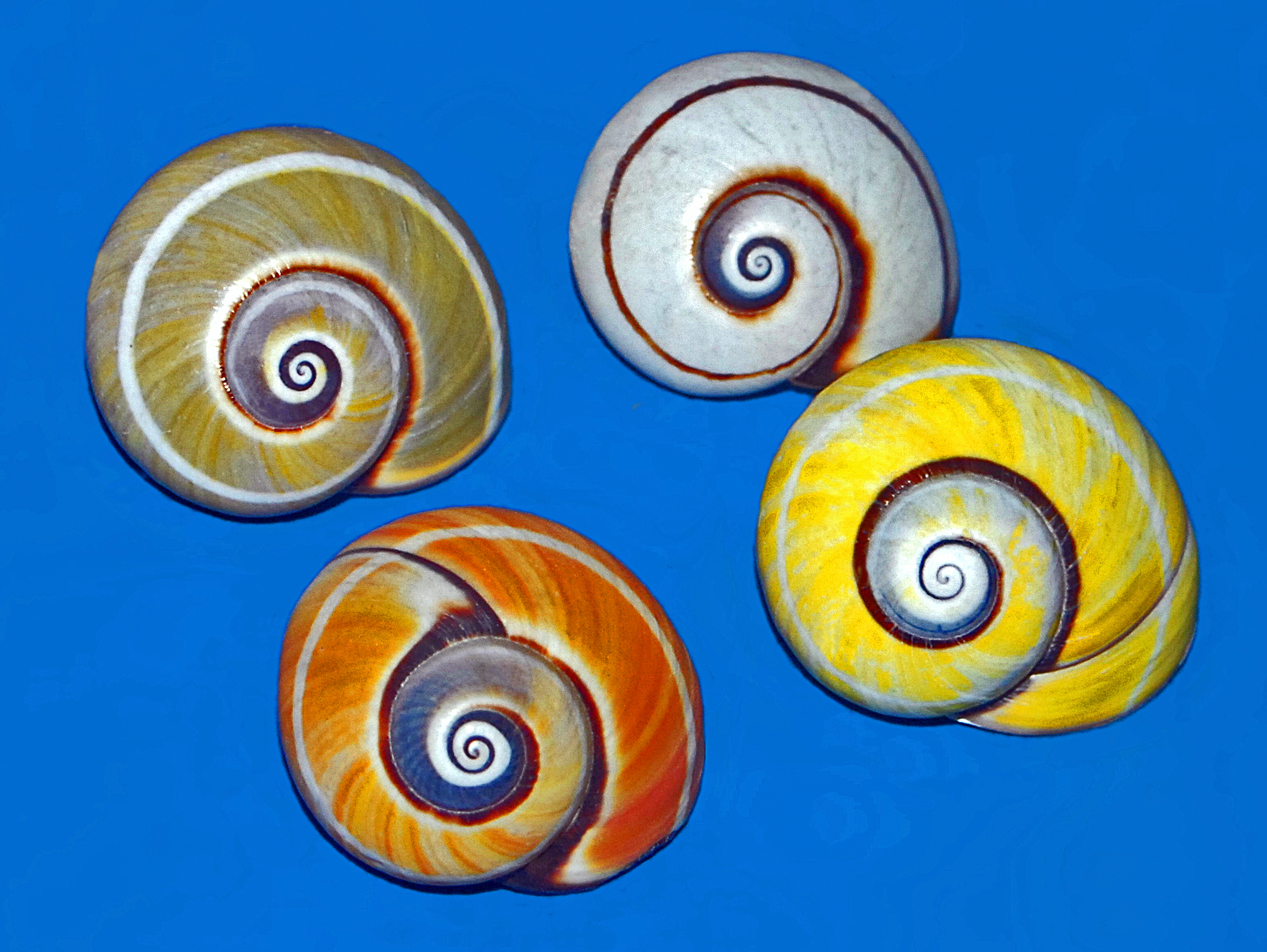
Polymita picta

Aquestes closques són buscades pels recol·lectors furtius i s'utilitzen per a fer joies i bijuteria. Com a resultat, l'espècie està en perill d'extinció. És una espècie protegida des del 1943 per la legislació cubana, que en prohibeix l'exportació excepte per raons científiques.

## Comportament
S'alimenta principalment de líquens, molsa i biopel·lícules fúngiques presents a l'escorça i les fulles. El cicle de vida dura uns 15 mesos, amb temps de reproducció durant l'estació humida (setembre-octubre). Els cargols es tornen inactius a l'estació seca (desembre-principis de maig).
Com la majoria dels cargols terrestres que respiren aire, cada individu té òrgans reproductors femenins i masculins (hermafrodites) i és incapaç d'autofertilitzar-se. A més, de manera similar a altres gastròpodes de la superfamília Helicoidea, aquesta espècie fa servir dards d'amor com a part del seu comportament d'aparellament. L'aparellament es pot dividir en tres etapes: seguici, còpula i postcòpula. Durant el seguici, aquests cargols llencen a la parella un dard calcari.